# Zerstörer 1934
A Zerstörer 1934, vagy Leberecht Maass osztályú rombolók egy német rombolóosztály volt a második világháborúban. A nevét az első hajó építésének az elkezdése adta. Ez volt az első német rombolóosztály az első világháború után.
1934 és 1937 között 16 darab Zerstörer 1934 típusú rombolót építettek (Z 1 - Z 16). Drágák voltak és bonyolult volt az építésük. 3250 tonnájukkal nagyobbak voltak, mint a többi romboló.
Az első négy egység a Zerstörer 1934A alosztályhoz, a többi a Zerstörer 1934B alosztályhoz tartozott.

## A háborúban
1940 áprilisában Norvégia elfoglalásában részt vettek. Norvégia és Franciaország lerohanása után aknakeresőhajóként alkalmazták a hajóosztály tagjait.
A Z 1 Leberecht Maass, a Z 3 Max Schultz, a Z 4 Richard Beitzen, a Z 6 Theodor Riedel, a Z 13 Erich Koellner, a Z 16 Friedrich Eckoldt részt vettek a Wiking hadműveletben.
A Weserübung hadműveletben a Z 5 Paul Jacobi, Z 6 Theodor Riedel, Z 8 Bruno Heinemann és a Z 16 Friedrich Eckoldt vett részt.

## Sorsuk
- Z 1 Leberecht Maass: 1940. február 22-én egy bombatalálat következtében elsüllyedt
- Z 2 Georg Thiele: 1940. április 13-án Narviknál elsüllyedt
- Z 3 Max Schultz: 1940. február 22-én két aknatalálat után elsüllyedt
- Z 4 Richard Beitzen: 1946. január 15-én Angliának odaadták
- Z 5 Paul Jacobi: 1946. január 15-én Angliának odaadták
- Z 6 Theodor Riedel: 1946. január 20-án Angliának odaadták
- Z 7 Hermann Schoemann: 1942. május 2-án az HMS Edinburgh eltalálta és elsüllyedt
- Z 8 Bruno Heinemann: 1943. január 25-én egy aknára futott és elsüllyedt
- Z 9 Wolfgang Zenker: 1940. május 7-én Narviknál elsüllyedt
- Z 10 Hans Lody: 1946. január 6-án Angliának odaadták
- Z 11 Bernd von Arnim: 1940. április 13-án Narviknál elsüllyedt
- Z 12 Erich Giese: 1940. április 13-án Narviknál 2 torpedó eltalálta és elsüllyedt
- Z 13 Erich Koellner: 1940. április 13-án Narviknál elsüllyedt
- Z 14 Friedrich Ihn: 1946. február 5-én Szovjetuniónak odaadták
- Z 15 Erich Steinbrinck: 1946. január 2-án Szovjetuniónak odaadták
- Z 16 Friedrich Eckoldt: 1942. december 31-én Barent tengeren a HMS Sheffield elsüllyesztette